# Araragi
Araragi (アララギ), (lit. « if ») est le titre d'une revue littéraire japonaise de tanka (poésie). Elle succède aux deux revues Ashibi et Akane, éditées par l'association étudiante de Masaoka Shiki après la mort de celui-ci.
La revue est créée en 1908 par Warabi Shin’ichirō, surnommé Kesshin (ja, 蕨真). Mais dès l'année suivante, Itō Sachio apparaît comme la figure principale de la rédaction et des auteurs comme Mokichi Saitō, Chikashi Koizumi et d'autres y participent. À partir de 1914, Shimaki Akahiko devient la figure dominante. Après sa mort, la rédaction revient à Mokichi Saitō et Bunmei Tsuchiya. La publication du magazine est interrompue en décembre 1997.
Durant la période d'avant-guerre, Araragi est à l'origine d'un des plus importants courants de poésie tanka appelé l' « école Araragi ».

## Contributeurs
- Mokichi Saito
- Ishihara Jun
- Itō Sachio
- Juzō Kagoshima
- Chikashi Koizumi
- Chikashi Koizumi
- Gomi Yasuyoshi
- Yoshimi Kondō
- Satō Satarō
- Shimaki Akahiko
- Shimizu Fusao
- Shaku Chōkū
- Kunio Takayasu
- Bunmei Tsuchiya
- Takashi Nagatsuka
- Hara Asao
- Shin'ichi Miyachi
- Yūki Aisōka
- Warabi Shin'ichirō
- Hirafuku Hyakusui
- Oka Fumoto